# Buków-Gebirge

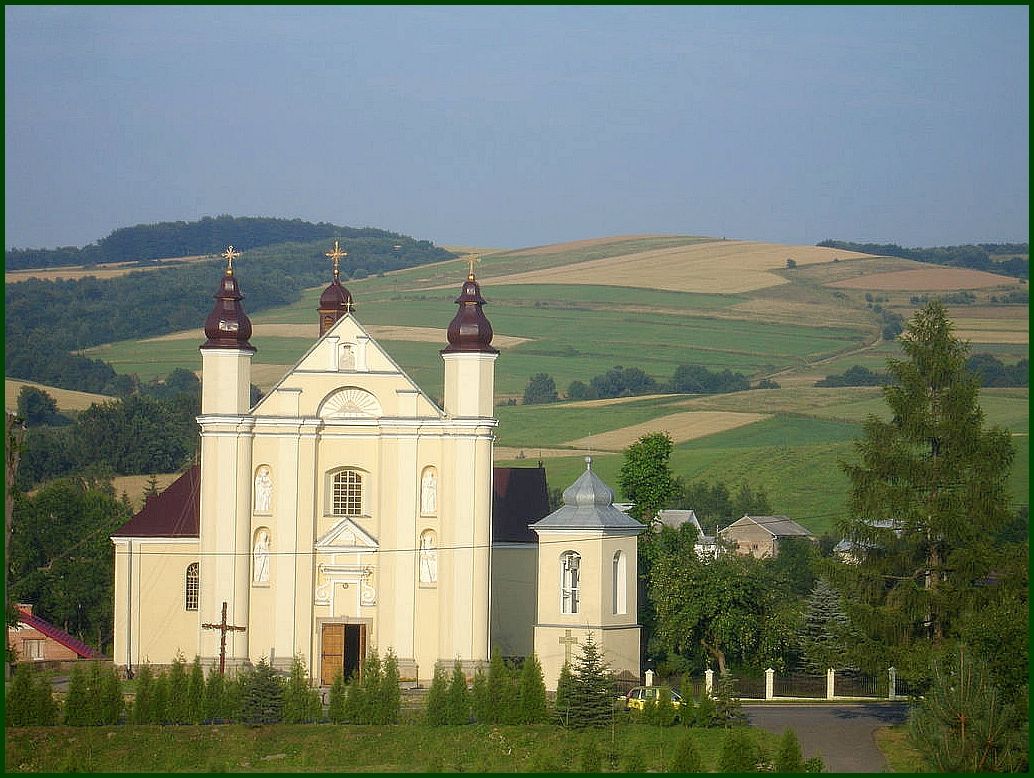
Nowotaniec

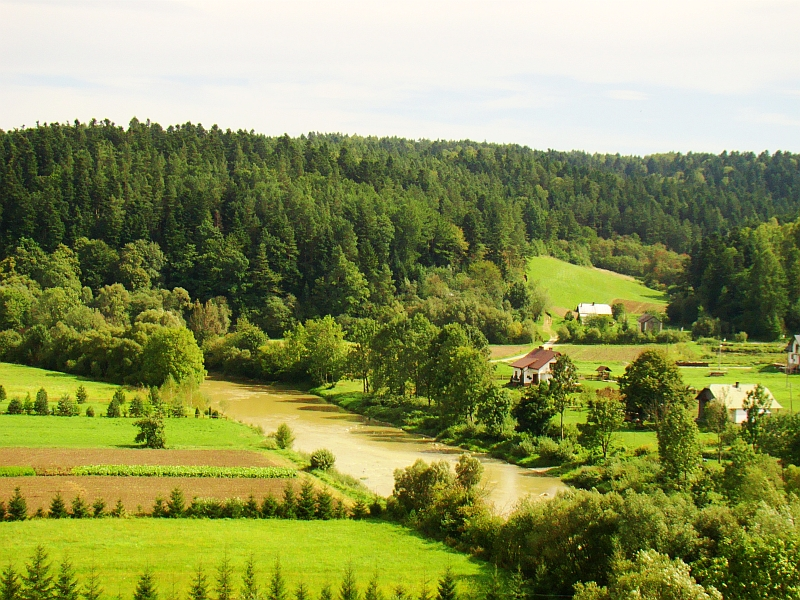
Osława

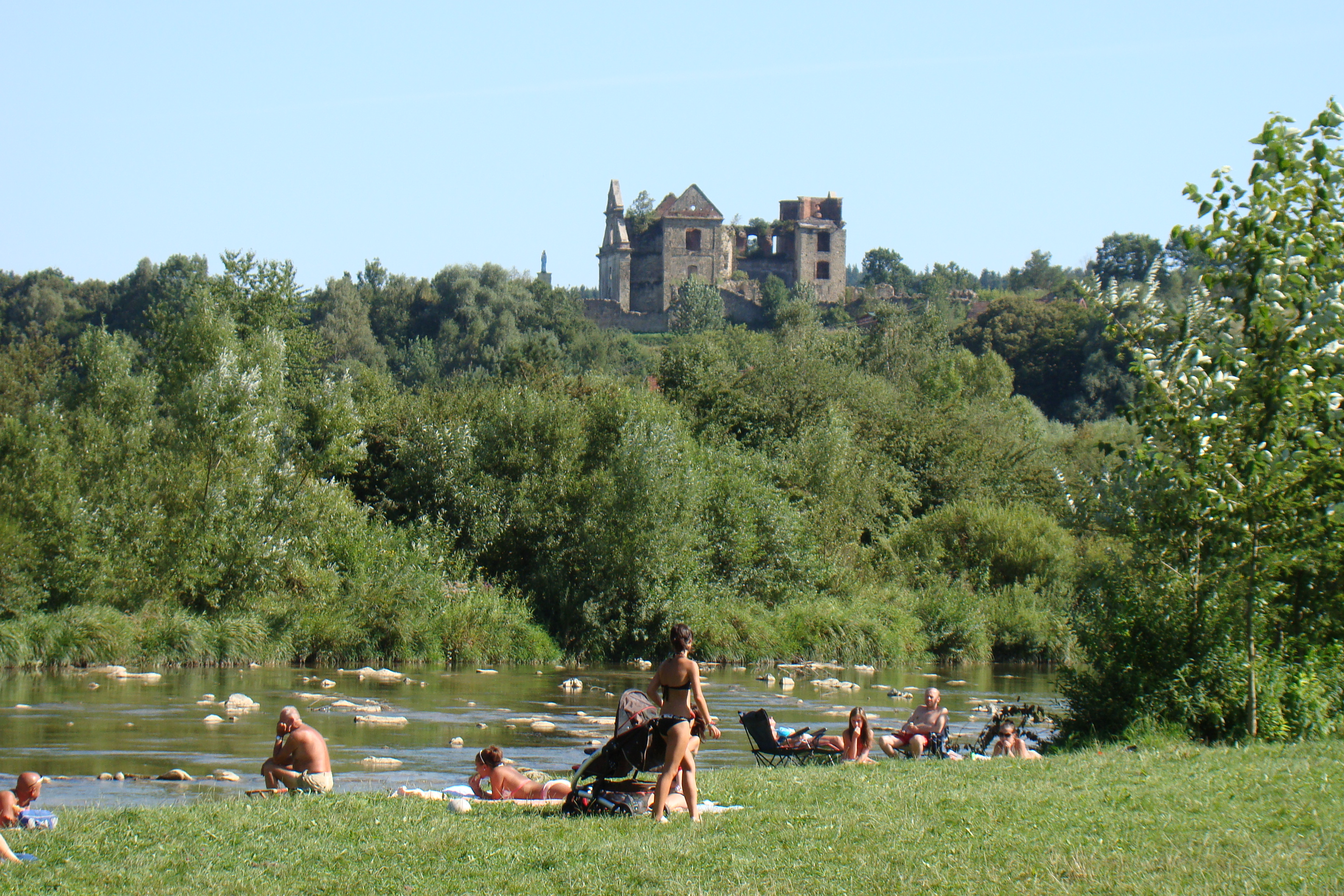
Karmelitenkloster Zagórz

Das Buków-Gebirge (polnisch Pogórze Bukowskie) besteht aus Vorbergen des Mittelbeskiden-Vorgebirges im südlichen Polen in der Woiwodschaft Karpatenvorland. Sein höchster Gipfel ist die Żurawinka mit 667 m.

## Geographie
Das Gebirge grenzt im Westen an das Jasło-Gebirge, im Osten reicht es bis an das Sanoker Becken und die Saana Berge, im Süden an den Bukowica-Kamm in den Niederen Beskiden und im Norden an das Jasło-Krosno-Becken. Es liegt zwischen den Flüssen San im Osten und Jasiołka im Westen. Durch das Gebirge fließen die Osława und der Wisłok.

## Gliederung
Das Gebirge gliedert sich in mehrere Kämme.

## Geschichte
Die Gegend war bereits in der Antike von dem Volk der Przeworsk-Kultur bewohnt, zwei antike Grabstätten befinden sich im Gebirge.
Nach 1340 siedelte Kasimir der Große Walddeutsche an. Im Gebirge lebten neben den polonisierten Walddeutschen auch Dolinianie, Lemken und Walachen.
Zu dieser Zeit entstanden zahlreiche Burgen und Festungen im Gebirge, die die Grenze Polens zu Ungarn schützten, wie Burg Sobień, Burg Lesko, Sanoker Königsschloss oder Burg Nowotaniec.
Durch das Gebirge verband die Erste Ungarisch-Galizische Eisenbahn die Städte mit Ungarn.
Das Buków-Gebirge ist zusammen mit den anliegenden Gebieten das älteste Erdölförderungsgebiet der Welt.

## Städte
Am Ostrand des Gebirges liegt Sanok und am Nordrand Krosno.

## Tourismus
Durch das Gebirge verlaufen zahlreiche markierte Wander- und Fahrradwege.

## Soldatenfriedhöfe
Im Gebirge tobten am Anfang des Ersten Weltkriegs erbitterte Kämpfe zwischen der russischen Armee, die die Gegend seit 1914 besetzte, und der Armee Österreich-Ungarns, die Galizien zurückerobern wollte. Im Mai 1915 griffen die bosnischen Verbände die Donkosaken am Fluss Wisłok an. Der Soldatenfriedhof dieser zweitägigen Schlacht befindet sich in Bukowsko.
Im Zweiten Weltkrieg war das Gebirge 1944 Schauplatz der sowjetischen Operation Dukla.

## Naturschutz
Das Gebirge liegt in dem Landschaftsschutzpark Jasło. Im Park gibt es zahlreiche Naturreservate:
- Naturreservat Brzoza Czarna w Reczpolu
- Naturreservat Wadernik
- Naturreservat Modrzyna
- Naturreservat Źródliska Jasiołki
- Naturreservat Przełom Jasiołki
- Naturreservat Kamień nad Jaśliskami

## Nachweise
- Jerzy Kondracki: Geografia regionalna Polski. Warszawa: Wyd. Naukowe PWN, 1998. ISBN 83-01-12479-2